# Traducción de direcciones de red
La traducción de direcciones de red (NAT) es un método para mapear un espacio de direcciones IP en otro modificando la información de la dirección de red en el encabezado IP de los paquetes mientras están en tránsito a través de un dispositivo de enrutamiento de tráfico.[1] La técnica se utilizó inicialmente para evitar la necesidad de asignar una nueva dirección a cada host cuando se movía una red o cuando se reemplazaba el proveedor de servicios de Internet ascendente pero no podía enrutar el espacio de direcciones de la red. Se ha convertido en una herramienta popular y esencial para conservar el espacio de direcciones global ante el agotamiento de las direcciones IPv4. Una dirección IP enrutable por Internet de una puerta de enlace NAT se puede utilizar para una red privada completa.

## NAT Básico
El tipo más simple de NAT proporciona una traducción una-a-una de las direcciones IP. La RFC 2663 se refiere a este tipo de NAT como NAT Básico, también se le conoce como NAT una-a-una. En este tipo de NAT únicamente las direcciones IP, las sumas de comprobación (Checksums) de la cabecera IP y las sumas de comprobación de nivel superior, que se incluyen en la dirección IP, necesitan ser cambiadas. El resto del paquete queda intacto (al menos para la funcionalidad básica del TCP/UDP, algunos protocolos de nivel superior pueden necesitar otra forma de traducción). Es común ocultar un espacio completo de direcciones IP, que normalmente son direcciones IP privadas, detrás de una única dirección IP (o pequeño grupo de direcciones IP) en otro espacio de direcciones (normalmente público).
Se puede entender NAT como el recepcionista de una oficina grande. Imagine que le indica al recepcionista que no le pase ninguna llamada a menos que se lo solicite. Más tarde, llama a un posible cliente y le deja un mensaje para que le devuelva la llamada. A continuación informa al recepcionista que está esperando una llamada de este cliente y le solicita que le pase la llamada a su teléfono. El cliente llama al número principal de la oficina, que es el único número que el cliente conoce. Cuando el cliente informa al recepcionista de a quién está buscando, el recepcionista se fija en una tabla de búsqueda que indica cuál es el número de extensión de su oficina. El recepcionista sabe que el usuario había solicitado esta llamada, de manera que la reenvía a su extensión.
Entonces, mientras que el servidor de DHCP asigna direcciones IP dinámicas a los dispositivos que se encuentran dentro de la red, los routers habilitados para NAT retienen una o varias direcciones IP de Internet válidas fuera de la red. Cuando el cliente envía paquetes fuera de la red, NAT traduce la dirección IP interna del cliente a una dirección externa. Para los usuarios externos, todo el tráfico que entra a la red y sale de ella tiene la misma dirección IP o proviene del mismo conjunto de direcciones.
Su uso más común es permitir utilizar direcciones privadas (definidas en el RFC 1918) para acceder a Internet. Existen rangos de direcciones privadas que pueden usarse libremente y en la cantidad que se quiera dentro de una red privada. Si el número de direcciones privadas es muy grande puede usarse solo una parte de direcciones públicas para salir a Internet desde la red privada. De esta manera simultáneamente sólo pueden salir a Internet con una dirección IP tantos equipos como direcciones públicas se hayan contratado. Esto es necesario debido al progresivo agotamiento de las direcciones IPv4. Se espera que con el advenimiento de IPv6 no sea necesario continuar con esta práctica.

## Funcionamiento
El protocolo TCP/IP tiene la capacidad de generar varias conexiones simultáneas con un dispositivo remoto. Para realizar esto, dentro de la cabecera de un paquete IP, existen campos en los que se indica la dirección origen y destino. Esta combinación de números define una única conexión.
La mayoría de los NAT asignan varias máquinas (hosts) privadas a una dirección IP expuesta públicamente. En una configuración típica, una red local utiliza unas direcciones IP designadas privadas para subredes (RFC 1918). Un enrutador en esta red tiene una dirección privada en este espacio de direcciones. El enrutador también está conectado a Internet por medio de una dirección pública asignada por un proveedor de servicios de Internet (ISP). Como el tráfico pasa desde la red local a Internet, la dirección de origen en cada paquete se traduce sobre la marcha, de una dirección privada a una dirección pública. El enrutador sigue la pista de los datos básicos de cada conexión activa (en particular, la dirección de destino y el puerto). Cuando una respuesta llega al enrutador, este utiliza los datos de seguimiento de la conexión almacenados en la fase de salida para determinar la dirección privada de la red interna a la que remitir la respuesta.
Todos los paquetes de Internet tienen una dirección IP de origen y una dirección IP de destino. En general, a los paquetes que pasan de la red privada a la red pública se les modificará su dirección de origen, mientras que a los paquetes que pasan de la red pública de regreso a la red privada se les modificará su dirección de destino. Existen configuraciones más complejas.
Para evitar ambigüedades en la forma de traducir los paquetes de vuelta, hace falta realizar otras modificaciones. La inmensa mayoría del tráfico generado en Internet son paquetes TCP y UDP. Para estos protocolos los números de puerto se cambian, de manera que la combinación de dirección IP y número de puerto en el paquete devuelto pueda asignarse sin ambigüedad al destino en la red privada. La RFC 2663 usa el término network address and port translation (NAPT) para este tipo de NAT. También se utiliza otros nombres como port address translation (PAT), IP masquerading, NAT overload y many-to-one NAT. Este es el tipo de NAT más habitual y se ha convertido prácticamente en un sinónimo de "NAT" en el uso informal del término.
Los protocolos que no están basados en TCP y UDP requieren de otras técnicas de traducción. Los paquetes ICMP normalmente se refieren a una conexión existente y necesitan ser asignados utilizando la misma información de IP. Para el ICMP al ser una conexión existente no se utiliza ningún puerto.
Una pasarela NAT cambia la dirección origen en cada paquete de salida y, dependiendo del método, también el puerto origen para que sea único. Estas traducciones de dirección se almacenan en una tabla, para recordar qué dirección y puerto le corresponde a cada dispositivo cliente y así saber donde deben regresar los paquetes de respuesta. Si un paquete que intenta ingresar a la red interna no existe en la tabla en un determinado puerto y dirección se puede acceder a un determinado dispositivo, como por ejemplo un servidor web, lo que se denomina NAT inverso o DNAT (Destination NAT).

## Métodos
NAT tiene muchas formas de funcionamiento, entre las que destacan:

### NAT Estática
Conocida también como NAT 1:1, es un tipo de NAT en el que una dirección IP privada se traduce a una dirección IP pública, donde esa dirección pública es siempre la misma. Esto le permite a un host, como un servidor Web, el tener una dirección IP de red privada pero aun así ser visible en Internet.

### NAT Dinámica
Es un tipo de NAT en la que una dirección IP privada se mapea a una IP pública basándose en una tabla de direcciones de IP registradas (públicas). Normalmente, el router NAT en una red mantendrá una tabla de direcciones IP registradas, y cuando una IP privada requiera acceso a Internet, el router elegirá una dirección IP de la tabla que no esté siendo usada por otra IP privada. Esto permite aumentar la seguridad de una red dado que enmascara la configuración interna de una red privada, lo que dificulta a los hosts externos de la red el poder ingresar a esta. Para este método se requiere que todos los hosts de la red privada que deseen conectarse a la red pública posean al menos una IP pública asociadas.

### NAT de Sobrecarga
La más utilizada es la NAT de sobrecarga, conocida también como PAT (Port Address Translation - Traducción de Direcciones por Puerto), NAPT (Network Address Port Translation - Traducción de Direcciones de Red por Puerto), NAT de única dirección o NAT multiplexado a nivel de puerto.

## Tipos de NAT
Los dispositivos NAT no tienen un comportamiento uniforme y se ha tratado de clasificar su uso en diferentes clases. Existen cuatro tipos de NAT:
- NAT de cono completo (Full-Cone NAT). En este caso de comunicación completa, NAT mapeará la dirección IP y puerto interno a una dirección y puerto público diferentes. Una vez establecido, cualquier host externo puede comunicarse con el host de la red privada enviando los paquetes a una dirección IP y puerto externo que haya sido mapeado. Esta implementación NAT es la menos segura, puesto que una atacante puede adivinar qué puerto está abierto.
- NAT de cono restringido (Restricted Cone NAT). En este caso de la conexión restringida, la IP y puerto externos de NAT son abiertos cuando el host de la red privada quiere comunicarse con una dirección IP específica fuera de su red. La NAT bloqueará todo tráfico que no venga de esa dirección IP específica.
- NAT de cono restringido de puertos (Port-Restricted Cone NAT). En una conexión restringida por puerto NAT bloqueará todo el tráfico a menos que el host de la red privada haya enviado previamente tráfico a una IP y puerto específico, entonces solo en ese caso esa IP/puerto tendrán acceso a la red privada.
- NAT Simétrica (Symmetric NAT). En este caso la traducción de dirección IP privada a dirección IP pública depende de la dirección IP de destino donde se quiere enviar el tráfico.

### NAT simétrica
Según se encuentra en RFC 3489(sección 5), de estos tipos de NAT que existen, NAT simétrica es el más difícil con el que trabajar. Esto es debido a que el mapeo entre IP y puerto privado contra IP y puerto público no se conserva, es decir por cada requerimiento saliente se asigna un puerto aleatorio y este varía para cada comunicación. En los tres anteriores tipos de NAT, la dirección IP y el puerto interno de la comunicación en el equipo que realiza NAT se conservaba independientemente de la dirección: puerto externo del host de destino, pero en este caso varía y adicionalmente conserva las restricciones del Port Restricted Cone NAT. Por lo tanto cuando el host destino intenta enviar un paquete a la dirección origen, el router NAT rechazaría el paquete porque no reconoce al que envía el paquete como un host “autorizado” a enviar a esa dirección. La ventaja de la NAT simétrica, es que varias máquinas internas con el mismo puerto origen, pueden establecer comunicaciones al mismo tiempo y por este motivo, este tipo de NAT es una buena opción cuando varias máquinas internas salen por el mismo Gateway, el cual solo tiene una IP pública y adicionalmente las aplicaciones de estos equipos originen un requerimiento desde el mismo puerto. Este tipo de NAT es común en aplicaciones o dispositivos que implementan el protocolo SIP, donde el puerto origen y destino típicamente es el 5060. Sin embargo en un método reciente de clasificación, explicado en el RFC 4787, se distinguen los tipos de NAT por dos propiedades: según la forma de mapear y según la forma de filtrar. Y pueden ser de tres tipos: Independiente del punto destino (Endpoint-Independent), dependiente de la dirección (Address-Dependent), o dependiente de la dirección y del puerto (Address and Port-Dependent). Con este nuevo método de clasificación, NAT simétrica en realidad sería una NAT que mapea dependiendo de la dirección y el puerto.

## Ejemplo de Configuración
En esta sección del artículo, se indicará la forma básica de la configuración de una NAT en un router. Los pasos usados en esta sección siguen la forma de programar un servidor NAT en un router Cisco.
Conseguir un router real podría no ser fácil para llevar a cabo esta experiencia, sin embargo, puede optar por utilizar un simulador de router real, como el Cisco Packet Tracer. En esta muestra, contamos con 3 routers, un Switch y tres computadores.

### NAT con sobrecarga (conexiones del equipo desde Internet a la red con direcciones IP privadas)
1. Conecte los dispositivos entre sí por los puertos adecuados en cada caso (ethernet, ATM, Serial, etc.).
2. Asumimos que usted sabe enrutamiento IP y cómo hacer converger la red usando protocolo de enrutamientos. RIP se recomienda para configuraciones más sencillas y rápidas.
3. Parametrizaciones del ejemplo:

- El puerto conectado a internet es el Ethernet0
- El puerto conectado a la red LAN es el Ethernet1
- El rango IP de la LAN es 192.168.1.0 con máscara 255.255.255.0 y wildmask 0.0.0.255
- La lista de accesos se llamará INTERNET
- PAT: Orientando puerto Http 80 sobre máquina 192.168.0.1, puerto 8080

```
Router(config)#ip nat inside source list INTERNET interface Dialer0 overload
Router(config)#ip access-list standard INTERNET
Router(config)#permit 192.168.1.0 0.0.0.255
Router(config)#deny   any

```

- Asociación de interfaces (puertos) al NAT

```
Router(config)#interface ethernet0
Router(config)#ip nat outside
Router(config)#interface ethernet1
Router(config)#ip nat inside

```

- Implementación del PAT

```
Router(config)#ip nat inside source static tcp 192.168.0.1 8080 interface ethernet0 80

```

NOTA IMPORTANTE: Este ejemplo está verificado en equipos Cisco, no se debe aplicar al resto de fabricantes, posiblemente no sea funcional.

## Ejemplos de software NAT
- Internet Connection Sharing (ICS): NAT+DHCP para Windows desde W98SE.
- IPFilter: Solaris, NetBSD, FreeBSD, xMach.
- PF (software): El filtro de paquetes OpenBSD.

## Enlaces de interés
- Clasificación de los diferentes tipos de NAT (enlace roto disponible en Internet Archive; véase el historial, la primera versión y la última).
- Internet Engineering Task Force
- How Stuff Works - How NAT Works
- Entornos NAT y Conexiones P2P
- RFCs:
  - RFC 1631 Definición de NAT (Obsoleto)

```
en castellano] Nomenclatura utilizada normalmente en NAT
```

- - RFC 3022 en castellano NAT Tradicional
  - RFC 1918 en castellano Designación de direcciones para redes privadas

- Datos: Q11182
- Multimedia: Network Address Translation / Q11182